# 皮斯 (明尼蘇達州)
皮斯（英語：Pease）是一個位於美國明尼蘇達州密爾湖縣的城市。

## 歷史
皮斯的郵局於1894年設立，其後於1994年停運。此地由鐵路公司老闆命名。

## 人口
根據2020年美國人口普查的數據，皮斯的面積為1.37平方千米，皆為陸地。當地共有人口238人，而人口密度為每平方千米174人。